# 기독교사회민주당
기독교사회민주당(基督敎社會民主黨)은 1945년 9월 신의주 지역에서 평안북도 기독교인을 기반으로 결성된 해방 후의 정당이다. 공산주의의 독재와 자본주의의 빈익빈부익부 문제점들을 극복하기 위하여 사회민주주의 수립과 기독교 정신에 의한 사회개량을 정강(政綱)으로 하였다.
1945년 9월 18일 신의주 제일교회 윤하영 목사, 제2교회 한경직 목사가 중심이 되어 결성되었으며, 초기에는 '민주주의 정부의 수립과 기독교 정신에 의한 사회개량'이라는 정강을 가진 '민주당'이었으나, 북한 국민 전체를 포섭하기 위하여 일명 '사회당'이라는 명칭을 가지고 각 지방에 지당(支黨)을 조직하고 교회를 중심으로 당세 확장에 힘썼다. 소련군이 사회당의 당세 확장에 당황하며 탄압 정책을 펴고, 1945년 11월 16일 용암포(龍巖浦)의 지부당 조직대회 때 경금속공장 소속 공산당원들을 동원하여 대회장을 습격하여 전체 간부를 구타 또는 살해하였다. 이에 분개한 용암포의 학생들이 공산당을 규탄하는 시위운동을 전개하였고, 결국 1945년 11월 23일 신의주의 6개 중학교와 근처 학생 5천여명이 가담하여 평안북도 인민위원회 보안부, 평안북도 공산당 본부, 신의주 보안서를 습격하는 신의주 반공학생사건이 발생하였다. 소련군과 공산당은 신의주 학생들에 대하여 기관총을 난사하는 등 수 많은 사상자를 내며 진압하였다. 공산당은 이를 계기로 북한 전역에 계엄령을 선포하였고, 기독교사회당의 간부를 체포하며 조직을 말살하였다. 이후 기독교인과 지주에 대한 공산당의 탄압이 강해지며 다수의 기독교인들이 월남하였다.

## 같이 보기
- 한경직
- 신의주 반공학생사건

## 참고 문헌
- 국사대사전, 백만사, 1974년 1월, p.p. 271-272